# Kvarken
Kvarken (ortografia alternativa Quark, en suec Kvarken, en finès Merenkurkku «gola del mar»; o Kvarken del Nord, en contraposició a Kvarken del sud) és l'estreta regió al golf de Bòtnia que separa la Badia de Botnia (la part interior del golf) del Mar de Bòtnia. La distància de la costa sueca a la costa finesa és d'uns 80 km, mentre que la distància entre les illes ultraperifèriques és de només 25 km. La profunditat de l'aigua a la regió Kvarken és només de 25 metres. La regió també té una inusual taxa d'augment de la terra, al voltant d'1 cm l'any.
Al costat finlandès de Kvarken hi ha l'arxipèlag del mateix nom. La majoria de les petites illes estan habitades. L'arxipèlag és menor en el costat suec de la regió, i les illes tenen les costes molt més escarpades. La regió de Kvarken va ser històricament important també, perquè el correu s'enviava a través de Kvarken quan el mar estava completament congelat entre la costa sueca i la finlandesa. Aquesta via de correu es va utilitzar sovint durant el període de la dominació sueca.
En el grup d'illes del "centre" de la regió de Kvarken –en suec anomenat Valsörarna, en finès Valassaaret– hi ha un far de 36 m d'alçada dissenyat per Henry Lepaute, on van treballar Gustave Eiffel a l'oficina d'enginyeria. La similitud estructural entre el far (construït el 1885) i la Torre Eiffel (construït el 1889) és prou evident. El far està automatitzat, com la majoria dels fars a Finlàndia.

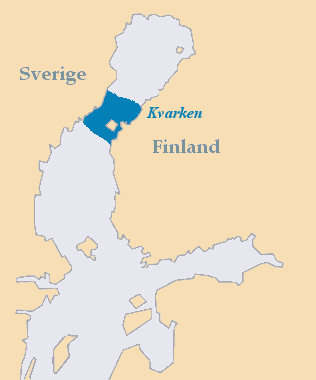
Kvarken, l'estreta regió al golf de Bòtnia